# Paolo Molnar C.
Paolo Molnar C. (Battonya, 28 aprile 1894 – Budapest, 11 luglio 1981) è stato un pittore e incisore ungherese.

## Biografia
Molnár C. Pál (così è scritto al modo ungherese) è stato uno dei principali pittori magiari del XX secolo.

Dopo aver studiato arte a Budapest dal 1915 al 1918, compie un viaggio in Svizzera con la famiglia del pittore Szinyei: in particolare è a Losanna e a Ginevra.  Ne ritrae una serie di dipinti en plein air coloristicamente molto ricca.
Trascorre poi un anno a Parigi, dal 1921 al 1922; fatto ritorno in Ungheria nel 1923 si dedica alla grafica e all'incisione per la quale raggiunge livelli internazionali.

Studia poi per tre anni a Roma; collabora con incisioni alla rivista italiana L’Eroica. In questo periodo la sua arte si arricchisce di suggestioni surrealistiche.
Dal 1930 si dedica principalmente alla pittura e all'affresco.
La sua pittura si distingue per la combinazione della tradizione classica con le inquietudini proprie del XX secolo.

## Opere
- Annunciazione (1929)
- Estate indiana (1930)
- Madonna in pullover (1930)
- Trittico per la chiesa di Béketér (1942)
- Altare di Bernadette per la chiesa di Józsefváros (1959)
- Pannello per l'Università Pécs (1967)